# Scoparia dicteella
Scoparia dicteella là một loài bướm đêm trong họ Crambidae.